# Hs 132 (航空機)
Hs 132
- 用途：急降下爆撃機
- 分類：ジェット機
- 製造者：ヘンシェル
- 運用者： ドイツ国（ドイツ空軍）
- 生産数：3機
- 生産開始：1945年

ヘンシェル Hs 132 は第二次世界大戦時にドイツで試作されたジェット急降下爆撃機である。

## 概説
単座の急降下爆撃機である本機の大きな特徴のひとつはパイロットが伏臥式に搭乗することにあった。これは、高速急降下から引き起こし時にかかる重加速(G)から乗員を護ろうという発想によるものであったが、このことで機体自体スリムにまとまった。
また胴体は金属製だが、主翼、尾翼は木製で、エンジンを機体背中に装備しHe162サラマンダー戦闘機に良く似た形状をしている。
1945年春に原型機完成をみたがテストを前に敗戦となり、完成目前の3機とともにソ連赤軍により鹵獲され、本国に運ばれテストされた。

## 開発の経緯
連合軍の大陸反攻が懸念されるようになった1943年2月18日、空軍は上陸作戦支援に来攻する連合軍艦船を攻撃するための単座機開発を各メーカーに提示した。空軍は、当初動力にレシプロ・エンジンを予定していたが、すでにジェット・エンジンの実用が目前に迫っていることを認識していたメーカー側の主張により、同年10月付けでJumo004、もしくはBMW003搭載に改めた。
要求に応募したブローム・ウント・フォス、ヘンシェル、ユンカース3社案の中から、最終的にヘンシェルの案が選ばれ、1944年4月から模型を使った風洞実験が開始された。

## 機体構成
主翼は単葉で中翼に配置し、尾部は強い上反角のある水平安定板の両端に、方向舵付きの垂直安定板を付けている。降着装置は、前脚式の引込脚。主翼は、ほとんどが木製で、強いテーパーが付けられ、主翼後縁内側にフラップを有する。主脚は翼端側に取付られて内側に引込まれた。
胴体は金属構造で円形断面を持ち、パイロット席は機首先端部に設けられた（前面はガラス張りで、胴体にとけ込むように設計された）。前脚は後方に振り上げて、前部胴体内に収容される。
エンジンは主翼位置の胴体背部取付けられ、空気吸入孔は操縦席直後に位置した。エンジン・カウリングの下面は、胴体上面にとけ込むようなラインを持ち、尾部は排気口のために切り落とされている。
補助翼を含みすべての動翼には、トリム・タブが付けられた。しかし、目標に対する急降下ミッションは想定されておらず、そのためダイブ・ブレーキは装備されていない。

## サブタイプ（計画のみ）
Hs132A
静止推力800kgのBMW003E-2エンジンを装備し、胴体下面に500kgのSD500爆弾1発を半埋め込み式に携行する。
Hs132B
静止推力900kgのJumo004Bエンジンを装備し、500kgの爆弾1発を搭載、機首に地上攻撃用のMG151 20mm機関砲2門を装備する。
Hs132C
静止推力1300kgのHeS011Aエンジンを装備し、MG151 20mm機関砲2門とMK103 30mm機関砲2門を装備、20mm機関砲を装備しない場合には爆弾を最大で1,000kg搭載できる。1,000kg爆弾としては、SC1000ヘルマンまたはPC1000RSロケット装甲貫通爆弾が考えられた。
その他
主翼を大きくした発展型も検討されていたとされる。

## スペック
Hs132V1
- 全長：8.90 m
- 全幅：7.19 m
- 主翼面積：14.80 m2
- エンジン：BMW003（推力 800 kg）
- 最大速度：780 km/h
- 武装：20 mm ×2　爆弾 500 kg
- 乗員 1 名